# 日本語教育
日本語教育（にほんごきょういく）とは、外国語としての日本語、第二言語としての日本語についての教育の総称である。

## 概要
日本語教育とは通常、日本語を母語としない人（主に外国人）に対し、日本国内外で日本語を指導することを指す。ただし日本語を母語とする人を対象とする「国語教育」を「日本語教育」と表す場合もある。
日本国外での日本語教育は126カ国・7地域で行われており、学習者は約300万人である。日本国内での日本語教育は大学等の高等教育機関や日本語教育機関（主に日本語学校）の他、地域の日本語教室などで行われており、学習者は成人が約166,000人、児童生徒約28,000人と報告されている。
また日本語教育全般を取り扱う研究分野を「日本語教育学」と呼び、教育学の一分野として位置づけられる。

## 日本語教育の歴史

### 幕末まで

#### 日本国内
キリシタン、宣教師が渡来してきた16世紀後半に日本語教育が行われていたことは、文献により確認される。キリスト教布教という目的を達するため、宣教師たちはまず日本語を身につける必要があったからである。当初は辞書も文法書もなく個人の努力によって日本語が習得されていたが、1581年のアレッサンドロ・ヴァリニャーノの来日後は宣教師や修道士のための教育機関が設立され、日本語教育も組織化された。江戸時代には、江戸幕府による鎖国政策が開始されるまでに、日本語ポルトガル語の対訳辞書『日葡辞書』（1603年）やジョアン・ロドリゲスによる文法書『日本大文典』（1608年）などが刊行されている。
鎖国後、江戸幕府は日本に滞在する外国人の日本語学習を厳しく取り締まった。そのため日本国内で公に日本語教育が行われることはなくなり、オランダ商館関係者が秘密裏に日本語学習を行う程度に衰退した。
江戸時代末の開国以降、欧米各国の公使館が開設され、再び外国人が多数来日することとなった。キリシタン宣教師のときと同じく、当初は手探りの日本語学習となったが、数年後には来日欧米人により日本語学習書や辞書の刊行が始まった。「ヘボン式ローマ字」の創始者であるジェームス・カーティス・ヘボンが執筆した和英辞典『和英語林集成』（1867年）は、日本語学習者だけでなく日本人英語学習者にも用いられた。

#### 日本国外
15世紀、1414年に外交上の必要から朝鮮王朝が司訳院で日本語通訳の養成を始めている。18世紀にはロシア帝国のピョートル1世が1705年、サンクトペテルブルクに日本語学校を設立した。これは鎖国中の日本との国交を目指したためで、漂着した日本人を教師にしていた。1754年、イルクーツクに移転するが、国交開始の目途が立たず、1816年に閉鎖されている。
19世紀に入り、フィリップ・フランツ・フォン・シーボルトの来日（1823年）・国外追放（1829年）により日本・日本語の膨大な資料がヨーロッパにもたらされた。ホフマンはこの資料をもとに日本語研究を行い、1851年、オランダ・ライデン大学初の日本語教授となった。フランスでは東洋研究の一環として日本・日本語に興味が向けられ、キリシタン資料の『日本小文典』『日葡辞書』などが仏訳され刊行されている。このような日本・日本語研究の高まりをうけ、大学や付属機関で日本語教育が始まった。

### 明治以降第二次世界大戦まで

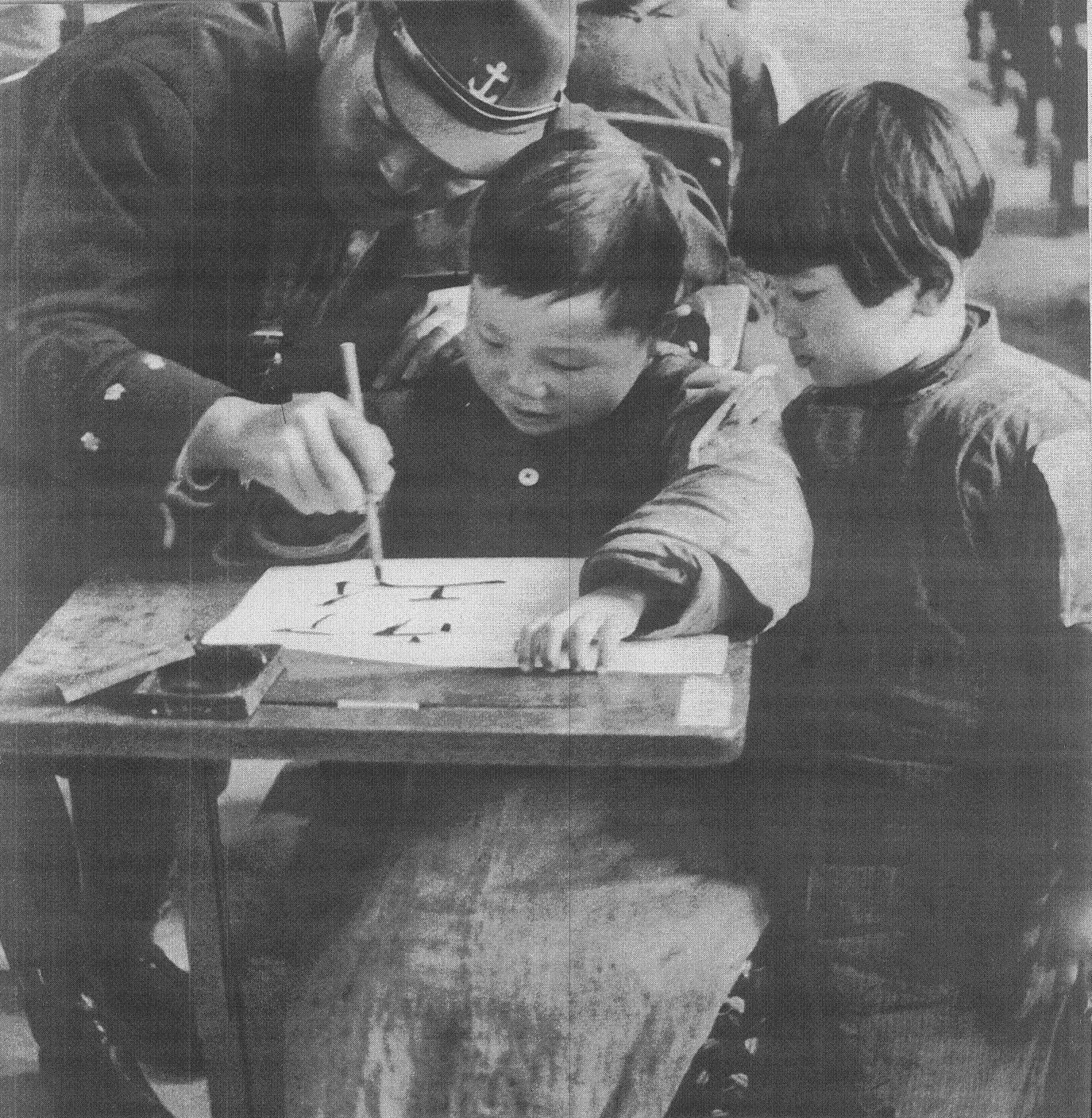
中国江蘇省鎮江における日本海軍士官による児童への日本語の授業
1938（昭和13）年1月20日

#### 日本国内
1880年代前半より朝鮮からの留学生が増え、慶應義塾や陸軍戸山学校が受け入れ、1892年には文部省が「外国人留学規定」を制定した。1895年の日清戦争での日本の勝利により、日本統治となった台湾で日本語教育が始まったほか、近代化の必要性を自覚した清国から日本への留学生が増え、日本語教育の需要が急速に高まりはじめた。1898年には成城学校が清国陸軍留学生に日本語教育を開始したほか、高楠順次郎が清国人留学生の日本語教育のために東京本郷に日華学堂を設立。翌1899年には嘉納治五郎が清国からの国費留学生の受け入れ校として亦楽書院（のちの宏文学院）を設立。そのほか第一高等学校、学習院、実践女学校などでも清国人留学生への日本語教育が始まり、留学生の急増により1904年には明治大学、法政大学に日本語を速成教育する専門科が新設された。
1905年に日露戦争で日本が勝利したことにより、日本への留学熱は最高潮となり、同年の留学生は清国人だけでも8000人にのぼった。だが教育法には不備も多く、辞書や教科書等の整備も始まった。清国での日本語教育も盛んになり、1907年には京師法政学堂（現・北京大学）でも日文教育が始まった。また1907〜1908年年には、ベトナムから留学生300名が来日した（東遊運動）。清国人留学生は母国で革命の気運が高まると帰国者が相次いだが、1911年の辛亥革命以降、新生中華民国からの留学生が続々と来日し、中国人の日本留学ブームは1937年の日中戦争直前まで続いた。台湾からの留学生は1901年頃から増え、1922年には2400名以上を数えた。
1935年に外務省文化事業部により「国際学友会」が設立され、中国を除く世界各地からの留学生の受入れを担当した。第二次世界大戦が始まると欧米などからの留学生は事実上途絶えたが、1943・1944年度は、大東亜省の指示により東南アジア諸地域より「南方特別留学生」が招かれた。

### 第二次世界大戦後以降
1951年のユネスコ加盟承認、1953年のユネスコ国内委員会による外国人留学生受入れの建議を経て、1954年に国費外国人留学生制度が創設される。制度創設当初、留学生は、留学先に入学する前に東京外国語大学・大阪外国語大学に設けられた留学生別科で日本語教育を1年間受けることとされていた。その後、他の大学でも留学生別科・留学生課程の設置が続き、外国人留学生向けに日本語教育を実施する機関が増えていく。
1970年代には、インドシナ難民の定住促進策としての日本語教育の必要性も生じ、政府が設置した定住促進センターの他、難民の受入地域のボランティアなどによる日本語教育も始まる。また、文化庁に設置された日本語教育推進対策調査会は1979年に日本語教育の内容・方法の整備を進める必要があると方針を示し、この取組の一つとして、日本語学習者の日本語能力を測定することを目的とした日本語能力試験が開発される。
1983年に留学生10万人計画が提唱され、1984年に日本語学校が機関保証をすることを前提としてビザの発給手続が簡素化される。これを受け、国内の日本語学校が大幅に増加し、1970年代後半までは20校程度にすぎなかったものが、1988年には300校を超えるまでになった。一方、学生相手に一商売をもくろんだ日本語学校や外国人労働者としての受入れを狙った名ばかりの日本語学校が乱立し、社会問題ともなった。
1980年代から1990年代にかけ、日本語教育の質、日本語学校の評価に関する議論も活発化し、文部省は1988年に日本語学校の授業時間や定員などの基準として「日本語教育施設の運営に関する基準」を公表した。また、中国帰国者や南米日系人の児童の教育問題が顕在化するなど、日本語を母語としない児童への教育機会の提供、日本で生活していく上での言語保障としての日本語教育の必要性も認識され始めた。
2000年代に入ると、日本語教育の法的位置づけの明確化を目的とした立法運動も始まり、2009年には日本語教育保障法研究会が日本語教育保障法案、2011年には日本語教育学会が日本語教育振興法案を公表し、2016年には超党派の日本語教育推進議員連盟が発足した。これらの立法運動が2019年の日本語教育の推進に関する法律（日本語教育推進法）の成立につながる。
2020年、日本語教育推進法に基づく基本方針が閣議決定され、同方針を踏まえ、2023年に日本語教育の適正かつ確実な実施を図るための日本語教育機関の認定等に関する法律（日本語教育機関等認定法）が成立、日本語学校の認定制度と登録日本語教員制度が創設された。

## 日本国内における日本語教育
日本国内における日本語教育実施機関・施設等で学ぶ日本語学習者数は、2015年（平成27年）11月現在、19万人に達している。これら留学生の所属別では、法務省告示機関（いわゆる日本語学校）が最も多く約7万人、大学等機関が約5万人、国際交流協会が約3万人、地方公共団体および教育委員会がそれぞれ約1万人となっている。
また在住外国人のために、各地の地方自治体やNPOがボランティア教師による日本語講座や日本語教室を開催している。対象者は中国残留日本人孤児帰国者や日系人、国際結婚により来住した外国人女性などが多い。
在住外国人増加につれ、同伴されてきたり日本で生まれたりした日本語が母語ではない子どもたちが地域の小・中学校等に在籍することが増えてきている。また、海外で生まれ育ったために日本語指導が必要な日本人児童生徒も存在している。日本語指導が必要な外国人児童生徒は平成26年度で約29,000人、同じく日本人児童生徒は約8,000人にのぼり、うち約 75%が小学校に在籍していると報告されている。このような児童が多数在籍する学校には、日本語指導を行う教員を加配する措置がある。少数在籍の学校では、ボランティア指導員が派遣される場合もある一方、全く日本語指導を受けられない場合もある。母語が確立していないこと、教科学習を行わなければならないことなど、子どもたちへの日本語教育は留学生や成人への日本語教育と異なる条件があるため、「年少者日本語教育」と呼ばれることもある。

## 日本国外における日本語教育
世界全体の日本語学習者数は2015年（平成27年）現在で約365万人である。
日本語は中国語と並んでアジアの主要な言語であり、日本国外の主要な大学には日本語学科が設置され、日本語を第二外国語として教える学校も多い。さらにオーストラリア、ベトナム、フランスなどでは初等・中等教育でも日本語教育が行われており、学習者数は格段に増加する。
韓国の高校では日本語が第二外国語の一つになっており、中国語の次に履修率も高く、大学などでの履修者も含めると世界最大の日本語学習国であった。だが2011年の中等教育の教育課程改定において第二外国語が必修科目から外されたこと、少子化が加速していることから、日本語学習者は漸減し続けている。中国の日本語教育は大学が中心だが、人口が多いので日本語学習者総数は95万人に達し、最大の日本語学習国となっている。
| 順位 | 国名・地域名   | 人数         |
| ---- | -------------- | ------------ |
| 1    | 中華人民共和国 | 953,283人    |
| 2    | インドネシア   | 745,125人    |
| 3    | 大韓民国       | 556,237人    |
| 4    | オーストラリア | 357,348人    |
| 5    | 中華民国       | 220,045人    |
| 6    | タイ           | 173,817人    |
| 7    | アメリカ合衆国 | 170,998人    |
| 8    | ベトナム       | 64,863人     |
| 9    | フィリピン     | 50,038人     |
| 10   | マレーシア     | 33,224人     |
|      | 全世界合計     | 3,651,715 人 |

## 国語教育との違い
|                | 日本語教育 | 国語教育 |
| -------------- | --- | --- |
| 日本語の捉え方 | 世界の言語の1つ | 日本国で使用している日本の言語                                                                                   |
| 学習者         | 日本語が外国語、第二言語である人。ただし日本語が母語であっても、日本国外で生まれ育った帰国子女は、日本語教育の対象になる場合もある。 | 日本語が母語である人。主たる対象は、学齢期の国語で教える子どもたち。                                             |
| 目的           | 外国語（あるいは第二言語）としての日本語を、学習者のニーズに応じたレベルに到達させること。                                           | 母語としての現代日本語文法を、より良く使用できるようになること。また、日本語による言語思考能力を向上させること。 |
| 文法           | 日本語教育用の文法 | 学校文法 |
| 教師           | 日本国内・海外共に免許制度はない。                                                                                                   | 国公私立学校で教える場合、校種に応じた教員免許状(中等教育機関にあっては国語の免許状)が必要である。               |

## 日本語教育文法
日本語教育文法は、日本の公立学校で教わる学校文法とは、その内容を異にする。下記はその一例である。
- 動詞の活用のしかたを、三つのグループに分ける。
  - 1グループ - 五段活用
  - 2グループ - 上一段活用、下一段活用
  - 3グループ - カ行変格活用、サ行変格活用
- 動詞の活用形を、付属する助動詞や助詞の名称で呼ぶ。
  - 辞書形、ます形、ない形、た形、て形 など
- 形容詞と形容動詞をまとめて、語尾の文字（音）で区別する。
  - い形容詞 (i-adjective) - 形容詞
  - な形容詞 (na-adjective) - 形容動詞

日本語学校ではほとんど日本語教育文法で教えるに対して、中国の大学日本語学科などの専門教育機関では学校文法で教えるところもある。また動詞の扱い方や敬体の導入を巡って日本語教育文法の是非、中国語を母語とする学習者の受容など、日本語教育文法と学校文法の優劣が議論されることもある。

## 教授法
学習者にとって日本語は外国語（あるいは第二言語）であるので、指導に際しては外国語教授法が用いられる。言語学や学習理論、変形文法、認知学習理論、第二言語習得理論などさまざまな理論に基づいている。
- 媒介語を用いるか用いないか。

1. 翻訳法 - 日本語以外の言語を使って日本語を教える方法。日本国外では学習者も教師も同じ言語の使用者であるので、こちらが採用されやすい。
2. 直接法 - 日本語だけで日本語を教える方法。日本国内では学習者の母語が多岐に渡る場合が多く、公平を期すためにも、こちらが採用されやすい。

## 労働問題
- 2020年、日本語学校大手の千駄ヶ谷日本語教育研究所付属日本語学校が日本語教師にサービス残業などを強いているとして、新宿労働基準監督署が是正勧告を出した[24]。
- 東京外国語センターに約10年勤務した講師（日本語教師）が新型コロナウイルス感染症対応休業支援金・給付金を受給しようとすると、同社は契約を打ち切った。労使トラブルの結果、講師が会社を提訴して訴訟に発展[25]。その後、講師側の「納得いく形での和解が成立」した[26][27]。